# Giardini botanici Hanbury
De Giardini botanici Hanbury (botanische tuinen Hanbury) vormen een complex van botanische tuinen nabij Ventimiglia, in de buurtschap Mortola, op enkele kilometers van de Frans-Italiaanse grens. De 17 ha grote tuinen zijn gelegen op een naar de kust aflopende kaap.

## Geschiedenis
De tuinen werden gesticht door sir Thomas Hanbury in 1867. Sir Hanbury was een Engels reiziger en hij kocht toen het paleis van de markiezen van Orengo terwijl hij de omliggende gronden eveneens geleidelijk verwierf. Hier plantte hij allerlei planten van over de gehele wereld. Na Thomas' dood in 1907 nam zijn zoon Cecil de leiding op zich. In 1912 waren er 6000 plantensoorten gecatalogiseerd.
In 1960 nam de Italiaanse staat het complex over en in 1987 kwam het beheer aan de Università degli Studi di Genova (Universiteit van Genua).

## Collectie
De tuinen bevatten uiteraard vooral soorten uit wat drogere, warme gebieden die in deze op het zuiden gerichte, rotsachtige en subtropische omgeving goed kunnen gedijen. Het betreft tal van soorten agaven, aloës, cactussen, vetplanten, wolfsmelk-achtigen, eucalyptussen, passiebloemen, tropische vruchten, palmvarens en yucca's. Ook zijn er rozen- en pioenrozentuinen.
De tuinen zijn voor het publiek toegankelijk.

## Galerij

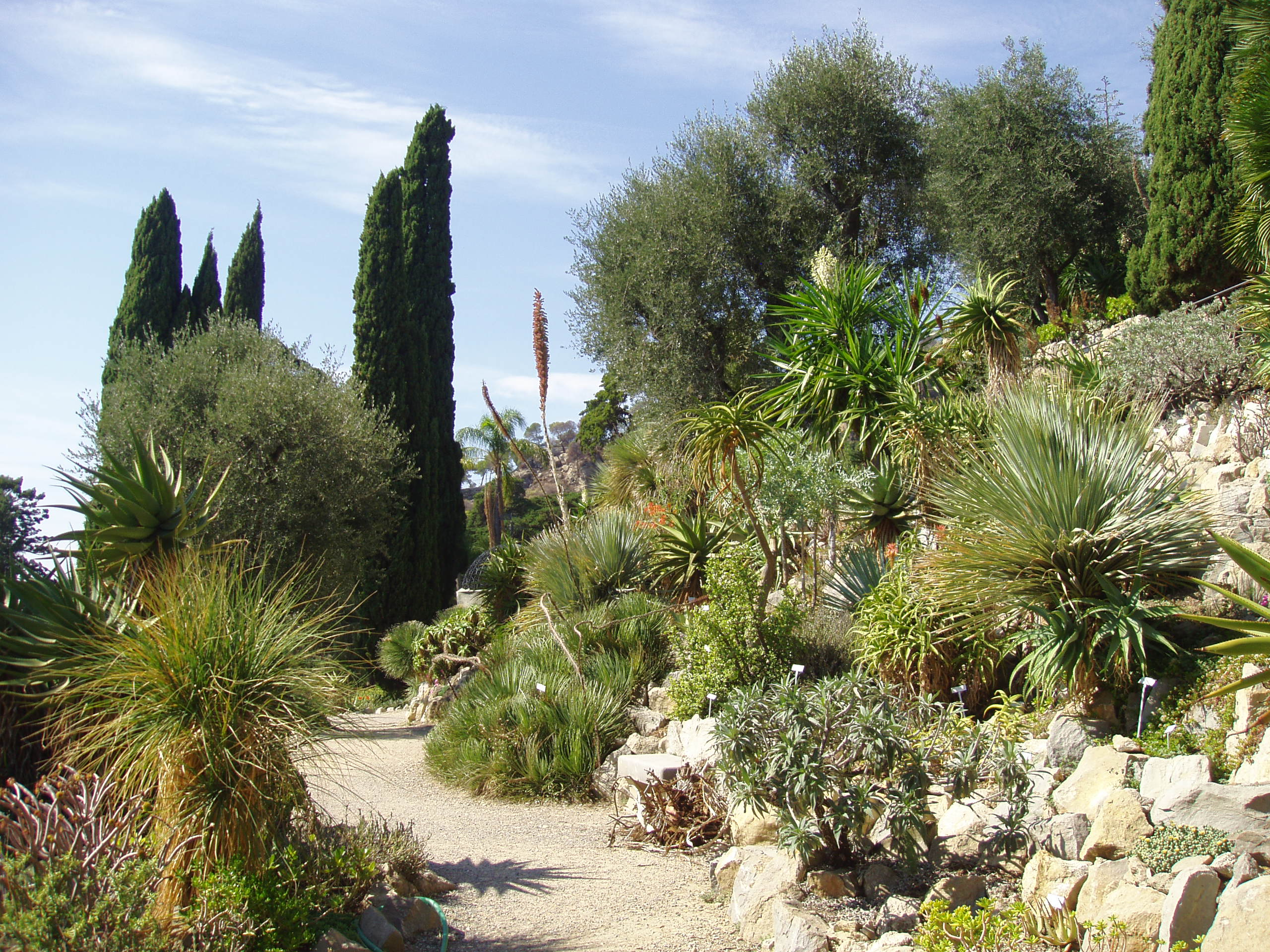
Panorama
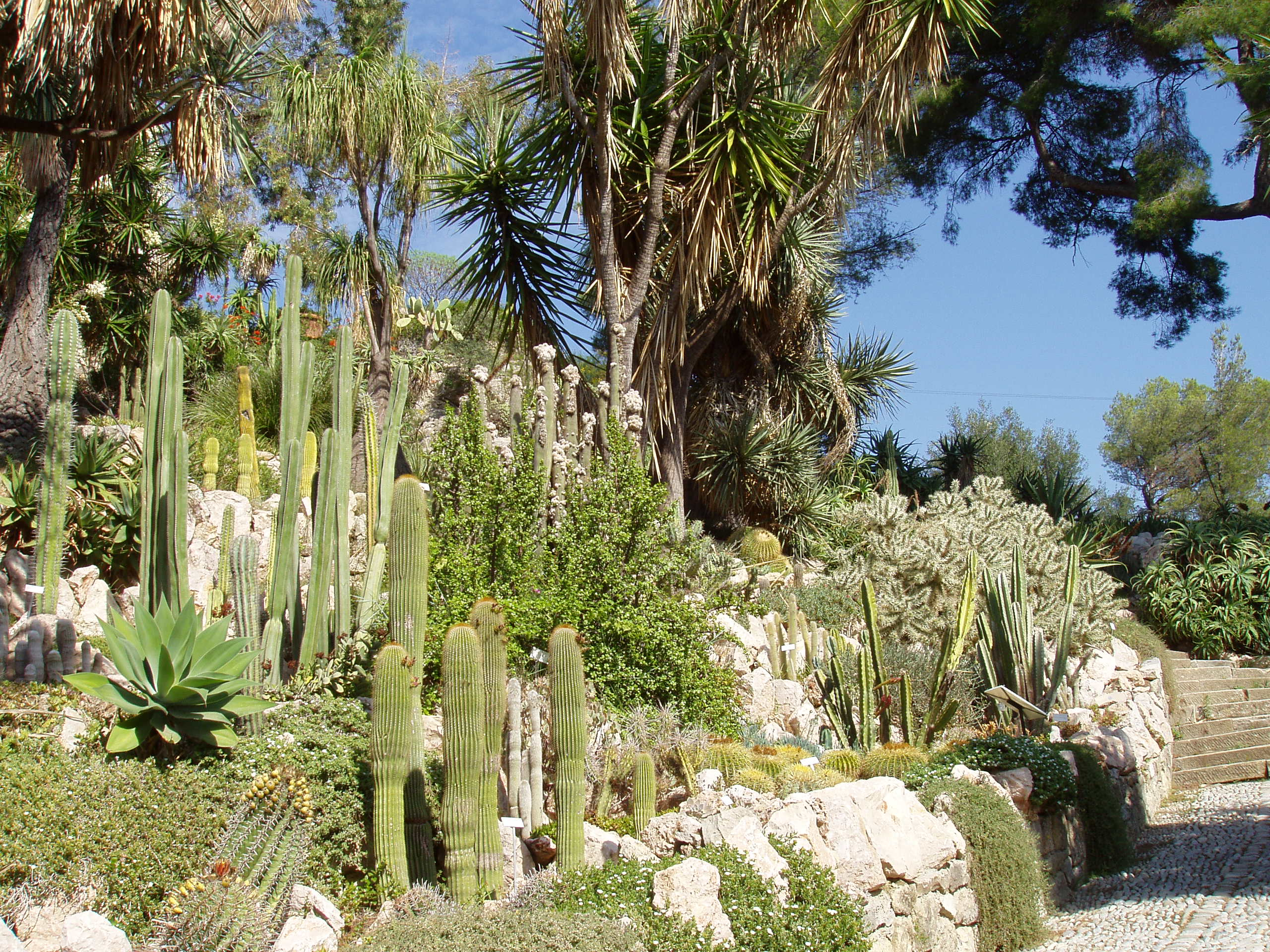
Cactus
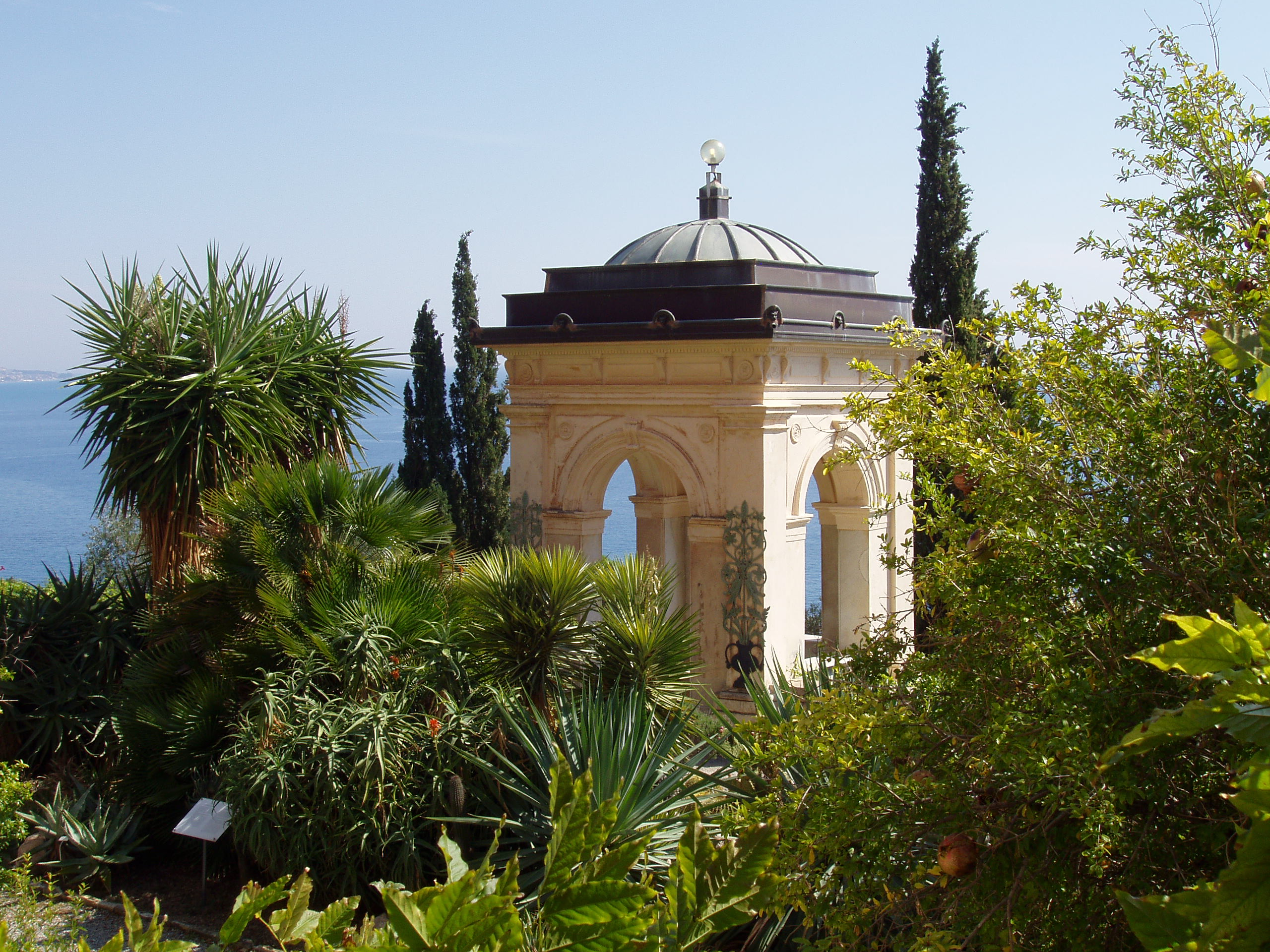
Paviljoen
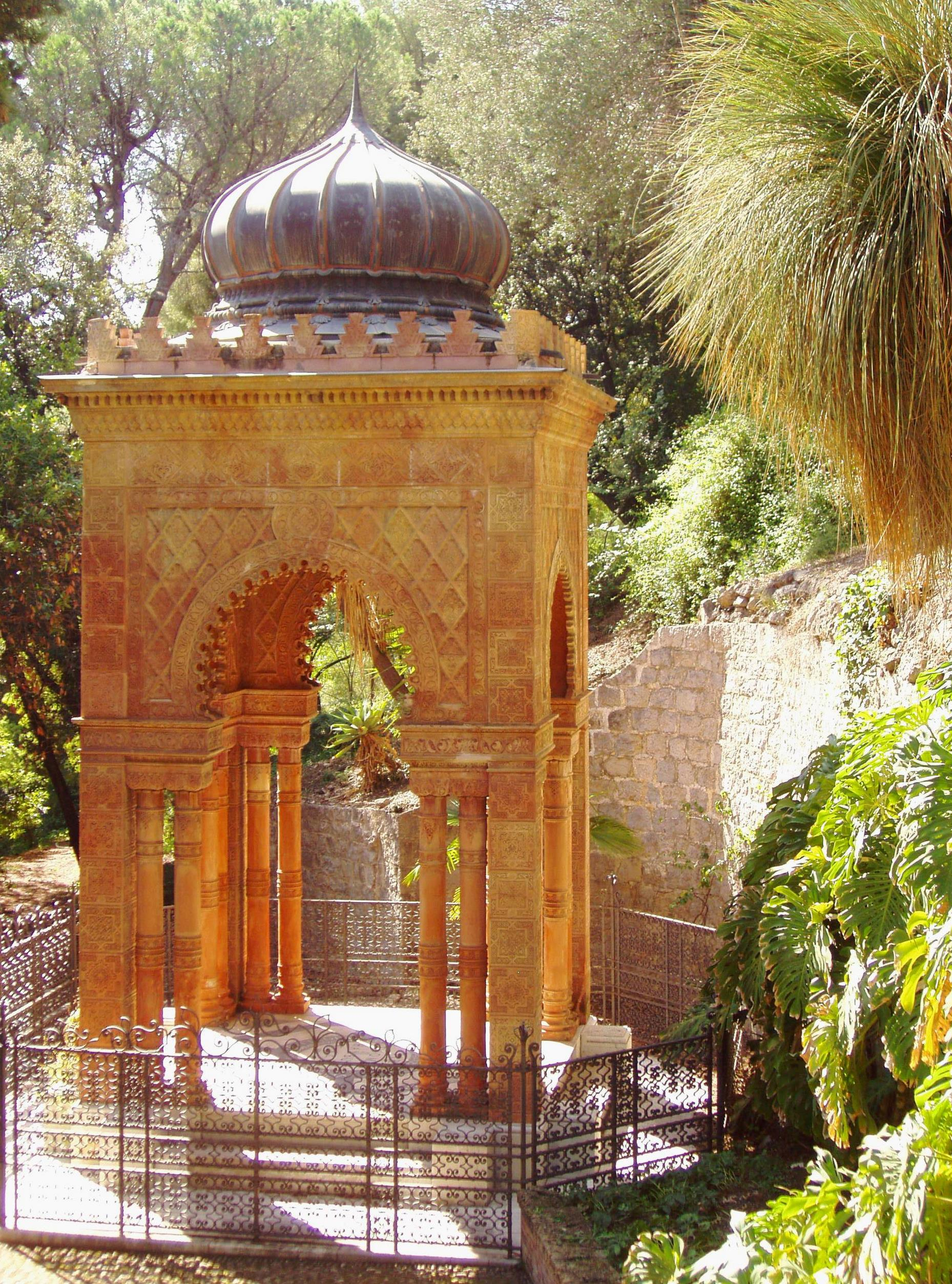
Familiegraf van de Hanbury's
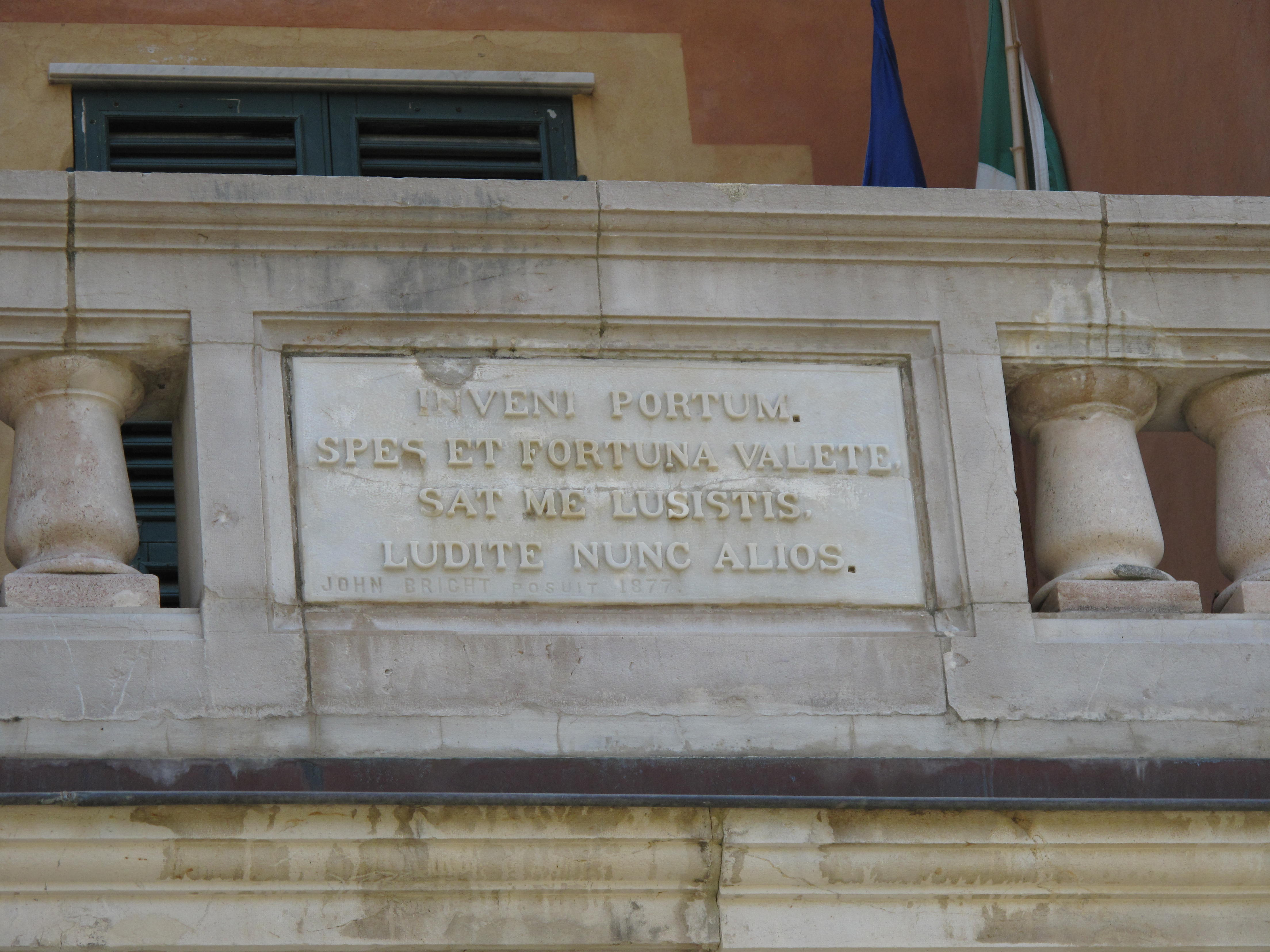
Latijnse tekst: Inveni portum